# Schedocentrus steinbachi
Schedocentrus steinbachi är en insektsart som beskrevs av Max Beier 1960. Schedocentrus steinbachi ingår i släktet Schedocentrus och familjen vårtbitare. Inga underarter finns listade i Catalogue of Life.